# Chemia Analityczna-Chemical Analysis
Chemia Analityczna-Chemical Analysis, o più semplicemente Chemia Analityczna, è stata una rivista accademica di chimica analitica, principalmente in lingua inglese pubblicata dal 1992 dalla Società Chimica Polacca e dall'Accademia Polacca delle Scienze (Commissione per la Chimica Analitica) in collaborazione con la Società Chimica Ceca, la Società Chimica Slovacca e la Società Chimica Ungherese.
Dal 1º gennaio 2010 la rivista è confluita in Analytical and Bioanalytical Chemistry.